# 吉池浩嗣
吉池 浩嗣（よしいけ ひろつぐ、1961年12月11日 - ）は、日本の検察官、公証人。法務省大臣官房審議官や、東京地方検察庁公安部長、神戸地方検察庁次席検事等を経て、長崎地方検察庁検事正。

## 来歴・人物
大阪府出身。神戸大学法学部卒業。1988年検事任官。大阪地方検察庁検事、金沢地方検察庁次席検事、預金保険機構大阪特別業務部長、法務省大臣官房審議官（入国管理局担当）、東京地方検察庁公安部長、大阪高等検察庁総務部長、神戸地方検察庁次席検事等を経て、2016年高知地方検察庁検事正。2018年大津地方検察庁検事正。2019年長崎地方検察庁検事正。2021年辞職、枚方公証役場公証人。